# Ajuga orientalis
Ajuga orientalis, auch Orientalischer Günsel genannt, ist eine Pflanzenart aus der Gattung der Günsel (Ajuga) innerhalb der Familie der Lippenblütler (Lamiaceae).

## Beschreibung
Ajuga orientalis wächst als ausdauernde krautige Pflanze, die Wuchshöhen von 10 bis 60 Zentimetern erreicht. Sie bildet kurze Rhizome als Überdauerungsorgane. Die oberirdischen Pflanzenteile sind mehr oder weniger dicht wollig-zottig behaart. Die unteren Laubblätter sind 3 bis 9 (bis 12) Zentimeter lang und 1,5 bis 4 (bis 5) Zentimeter breit, eiförmig bis länglich und buchtig gekerbt oder gekerbt-gezähnt oder manchmal leicht gelappt.
Die Tragblätter sind eiförmig, meist seicht gelappt und blau überlaufen, die oberen sind kürzer als die Blüten. Die Scheinquirle des Blütenstandes sind voneinander entfernt; sie sind vier- bis sechsblütig (selten bis zwölfblütig). Die zwittrigen Blüten sind zygomorph und fünfzählig mit doppelter Blütenhülle. Die 5 bis 8 Millimeter langen Kelchblätter sind auf etwa der Hälfte ihrer Länge röhrig verwachsen. Die blauviolette Blütenkrone ist 10 bis 13 (bis 18) Millimeter lang. Die Kronröhre überragt den Kelch, sie ist innen ohne Haarring. Die Oberlippe der Krone ist deutlich zweilappig. Eine Besonderheit ist die gedrehte Kronröhre; die blauviolette, mit ausgedehntem weißlichem Mal versehene dreilappige Unterlippe ist nach oben gerichtet, die zweilappige Oberlippe nach unten. Die Staubblätter sind in die Kronröhre eingeschlossen.

### Phänologie
Die Blütezeit reicht von März bis Juli.

### Chromosomenzahl
Die Chromosomenzahl beträgt 2n = 32, oder auch 64.

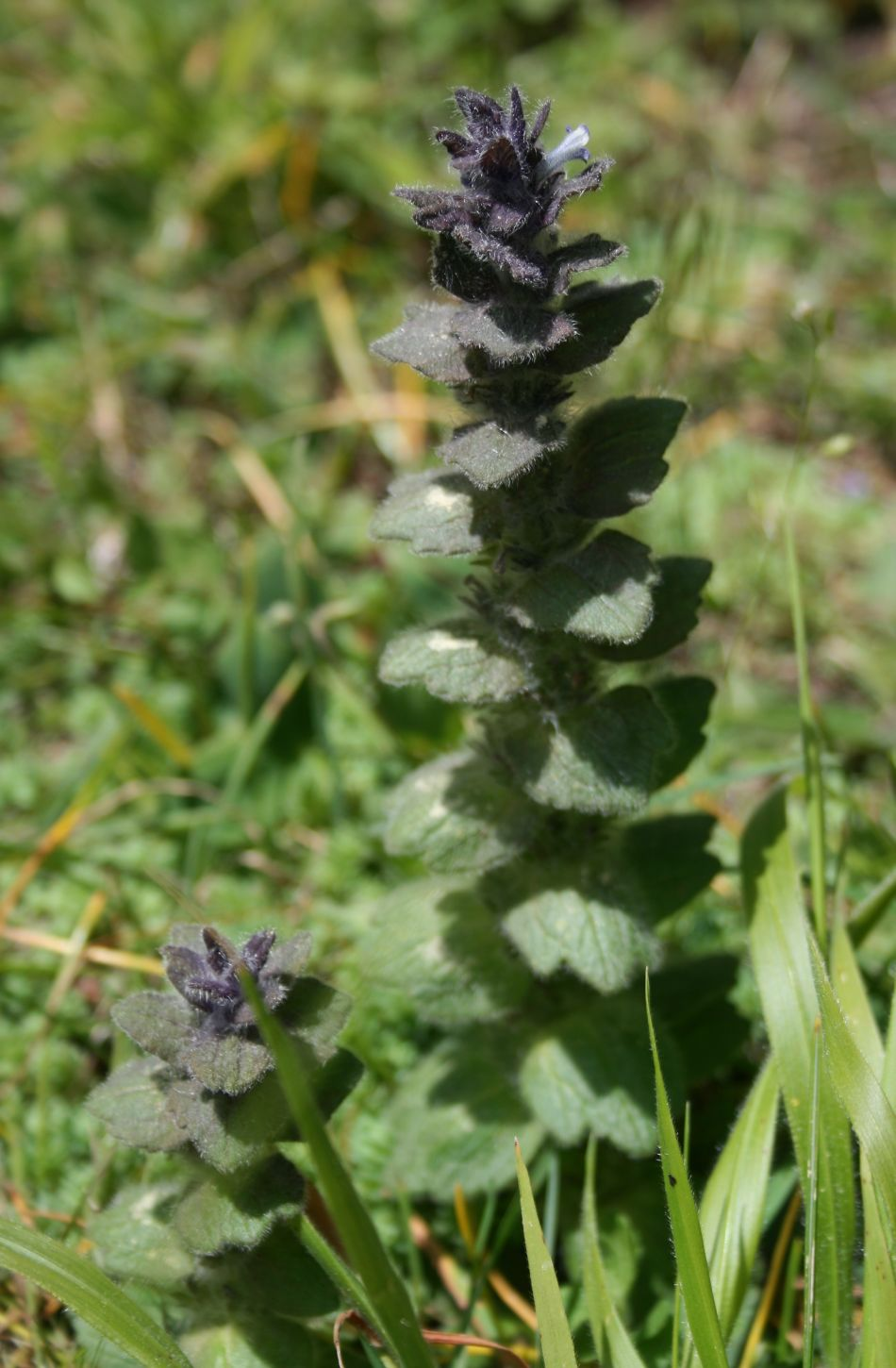
Habitus

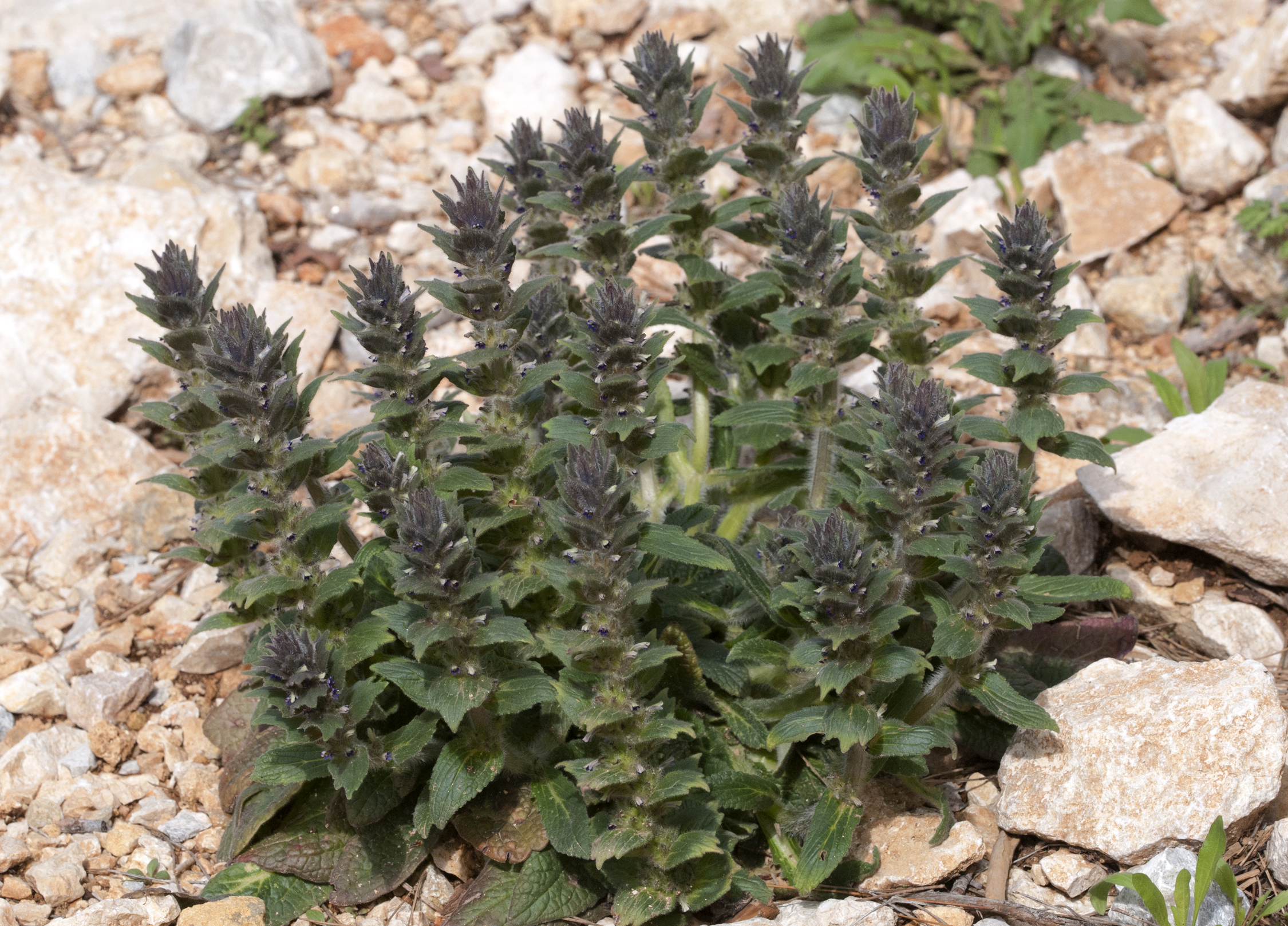
Orientalischer Günsel (Ajuga orientalis) in der Türkei

## Vorkommen
Das Verbreitungsgebiet von Ajuga orientalis umfasst Sardinien, Sizilien und Kalabrien, Albanien, alle Regionen Griechenlands, Bessarabien und die Krim sowie den gesamten Kaukasusraum, die gesamte Türkei mit Ausnahme Mesopotamiens und des Südostens, den nordwestlichen Iran, das Troodos-Gebirge auf Zypern, das westliche Syrien und den Libanon, den Norden Israels und des Westjordanlandes und das nordwestliche Jordanien.
Ajuga orientalis gedeiht in Macchien, auf Schotterfluren und an schattigen Ruderalstellen. In der Türkei besiedelt sie Höhenlagen zwischen Meereshöhe und 3100 m.

## Taxonomie
Die Erstveröffentlichung von Ajuga orientalis erfolgte 1753 durch Carl von Linné. Synonyme von Ajuga orientalis L. sind: Bugula orientalis (L.) Mill., Bulga orientalis (L.) Kuntze, Bugula obliqua Moench, Ajuga orientalis var. condensata Boiss.
Man kann zwei Unterarten unterscheiden:
- Ajuga orientalis subsp. orientalis
- Ajuga orientalis subsp. aenesia (Heldr.) Phitos & Damboldt (Syn.: Ajuga orientalis var. aenesia Heldr.): Sie unterscheidet sich von der Nominatform durch die auffallend violettpurpurn gefärbten Tragblätter mit wenigen, tiefen Zähnen und den kompakteren Blütenstand; sie ist ein Endemit der griechischen Insel Kefalonia.[14][7]  Sie wird aber in der World Checklist of Lamiaceae als Unterart nicht akzeptiert.[15]